# 索苏斯
索苏斯（英語：Sosus of Pergamon），约活动于公元前2世纪前后。古希腊帕加马的马赛克工匠之一。他凭借写实手法的马赛克鑲嵌畫作品而闻名，例如《清扫前的地板》（The Unswept Floor）和《碗中啄水的鸽子》等。在当时及古罗马时代均产生了一定的影响力。 

## 作品

#### 清扫前的地板

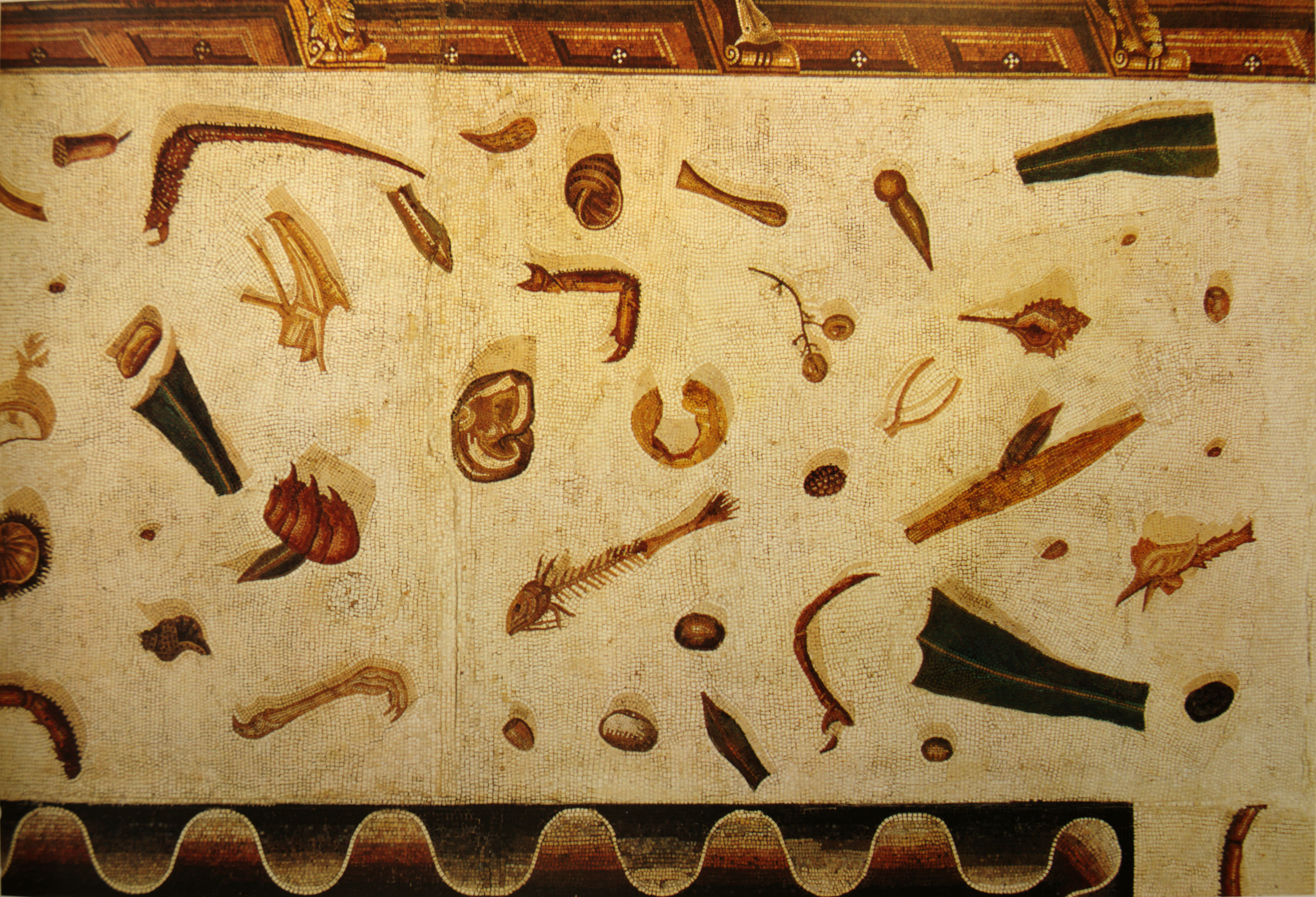
未清掃的房子，索蘇斯馬賽克的複製品

描繪房間地板上覆蓋著一場盛宴的殘骸，包括魚、水果和其他食物碎片。

#### 碗中啄水的鸽子[4]
來自哈德良別墅的馬賽克，現藏於卡比托利歐博物館，描繪了一群鴿子在圓碗上的情景。正如普林尼所描述的那樣，有一隻鴿子在喝水，而其他鴿子在曬太陽，《普林尼鴿子》或《卡比托利歐鴿子》富藝術性但寫實地描繪了鴿子。這幅馬賽克僅由彩色大理石的小方塊製成，不像其它馬賽克那樣使用彩色玻璃。它是在1737年由紅衣主教朱塞佩·亞歷山德羅·弗列蒂（Giuseppe Alessandro Furietti）領導的哈德良別墅挖掘中發現，他認為這就是普林尼描述的馬賽克，儘管其他學者認為它是為哈德良原作的複製品。哈德良別墅的馬賽克又以多種形式被多次複製 。

## 扩展阅读
- Drabble, Margaret. . Houghton Mifflin Harcourt. 2009-09-16  [2012-10-24]. ISBN 978-0-547-24144-9. （原始内容存档于2014-07-02）.
- Fowler, Harold North; Wheeler, James Rignall; Stevens, Gorham Phillips. . Biblo & Tannen Publishers. 1937  [2012-10-24]. ISBN 978-0-8196-2009-5. （原始内容存档于2020-08-06）.
- Walker, S. . 1991  [2012-10-24]. （原始内容存档于2015-10-18）.